# Cryptocentrum flavum
Cryptocentrum flavum är en orkidéart som beskrevs av Rudolf Schlechter. Cryptocentrum flavum ingår i släktet Cryptocentrum, och familjen orkidéer. Inga underarter finns listade i Catalogue of Life.